# Wettkampf
Ein Wettkampf, auch Wettbewerb (österreichisch: Bewerb) oder Wettstreit, ist eine Auseinandersetzung um beste Leistungen, etwa um  sportliche, dichterische, künstlerische, musische, handwerkliche oder andere kulturelle Leistungen. Latente Wettbewerbssituationen gibt es in vielen Situationen. Wettkämpfe im Sport treten medial besonders stark ins öffentliche Bewusstsein. Im kulturellen Bereich wird eher von Wettbewerben gesprochen. Hier gibt es ein regelrechtes Wettbewerbswesen. Herman Nohl meint, dass Wetteifer eine pädagogische Kategorie ist, die sich bei Kindern und Jugendlichen von frühester Jugend an manifestiert.

## Kultur
Im Bereich der Kultur bzw. Kulturwirtschaft hat Wettbewerb in mehrfacher Hinsicht Bedeutung. Einerseits werden gezielt Ideen- und Realisierungwettbewerbe (z. B. Städtebau-, Architektur- oder Kunstwettbewerbe) ausgelobt, um Aufträge zu vergeben oder um komplexe, meist öffentlich relevante, Problemstellungen zu lösen. Andererseits findet eine Auszeichnung für besondere Leistungen in Form von Preisverleihungen statt. Man spricht daher auch von einem Wettbewerbswesen im Kulturbereich.

### Kulturpreise
Viele Kulturpreise werden nach einem Wettbewerb verliehen:
- Bei Literaturpreisen zum Beispiel der Ingeborg-Bachmann-Preis,
- bei Kunstpreisen beispielsweise der Gabriele Münter Preis,
- für Musikwettbewerbe ist Jugend musiziert ein gutes Beispiel.
- Für viele Filmpreise, Theaterpreise, Fernsehpreise und Hörspielpreise gilt dasselbe.

### Andere Kontexte
Wettbewerbe finden auch in trivialeren kulturellen Zusammenhängen statt, auf Kindergeburtstagen, als Preisausschreiben zu Werbezwecken oder auch in Form von groß inszenierten Veranstaltungen. In diesem Kontext zu nennen sind insbesondere Schönheitswettbewerbe, Malwettbewerbe, Vorlesewettbewerbe, Wettbewerbe im Bodybuilding, Gesangswettbewerbe, z. B. der Eurovision Song Contest.
In der Hip-Hop-Kultur spielt das Inszenieren von Wettbewerbssituationen eine sehr große Rolle. Analog zum Sport werden Battles bezüglich Rap, bezüglich Graffiti, bezüglich Breakdance sowie DJ-Battles ausgetragen.

### Scheinwettbewerbe zur Erlangung kostenloser Dienstleistungen
Um Kosten für kreative Arbeitsleistungen zu sparen, werden mitunter „Wettbewerbe“ ausgeschrieben, an denen der Teilnehmer kostenlose Arbeitsleistung erbringen soll und der Empfänger sich daran bedienen kann. Die Preisgelder bewegen sich unter üblichen Honoraren, Aufwandsentschädigungen für Beteiligte gibt es keine. Man spricht auch vom spekulativen Arbeiten.

## Sport als Wettkampfkultur

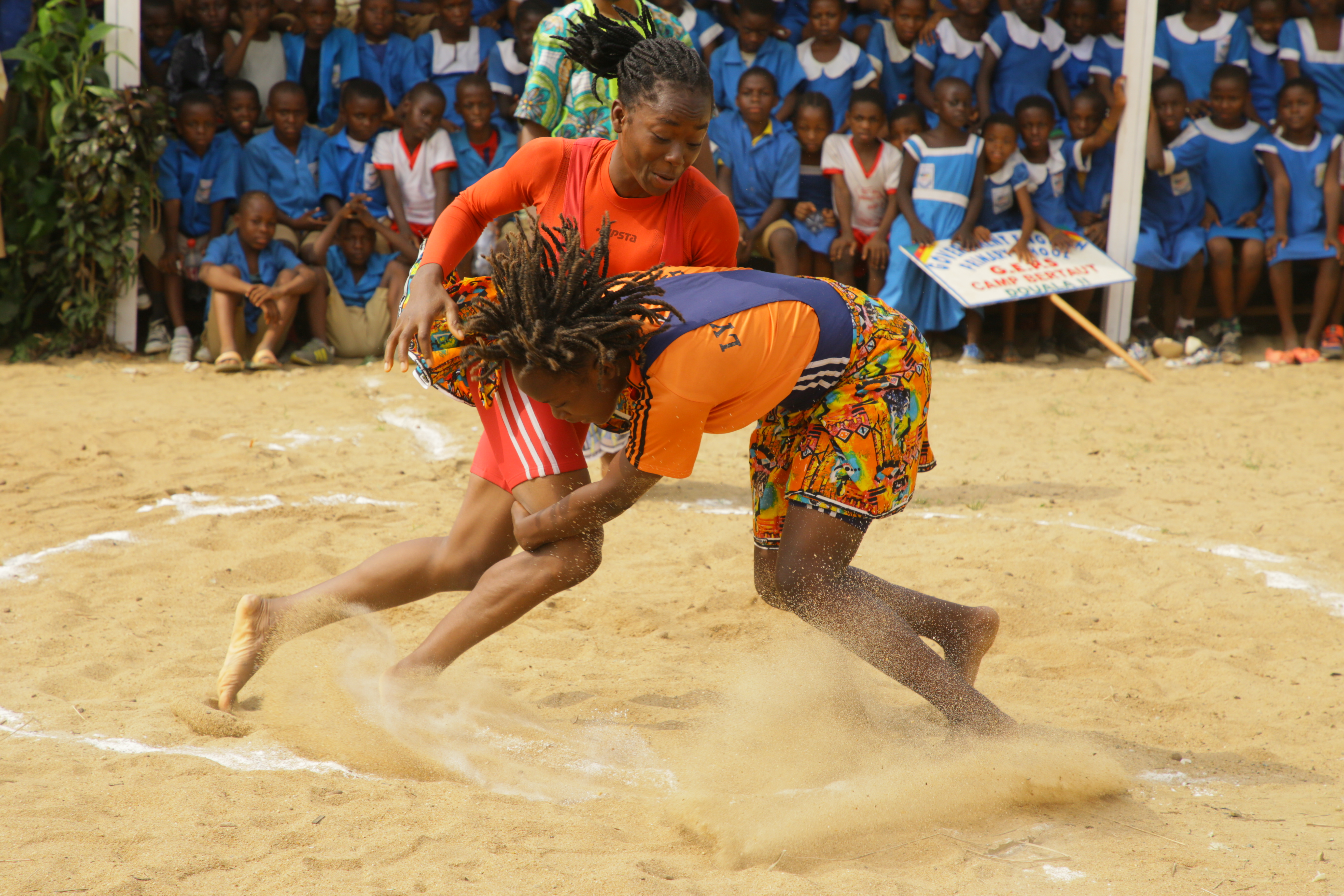
Ringerinnen aus Kamerun beim sportlichen Wettkampf

Im Sport ist der Wettkampf ein wesentliches Element. Sport ist in seiner heutigen Ausprägung überwiegend eine Wettkampfkultur. Teilweise wird der Begriff Sport sogar als Synonym für Wettbewerb gebraucht.
Sport in seinem Verständnis als Streben nach dem Citius, altius, fortius ("schneller, höher, stärker") legte eine besondere Betonung auf das Leistungs- und Wettkampfprinzip. Für den Sport in seiner ursprünglichen Bedeutung war der spielerische und inszenierte Wettbewerb ein konstituierendes Element. Damit stand der Sport und damit der sportliche Wettkampf anfangs in Abgrenzung zu anderen Konzepten der Körper- und Bewegungskultur, wie dem Turnen und der Gymnastik bzw. der heutigen Fitnessbewegung, bei denen es weniger stark um Wettbewerb ging (bzw. geht), bei denen stattdessen stärker das gemeinschaftliche Trainieren oder das Erleben des Körpers bzw. die Ertüchtigung der Leistungsfähigkeit oder der Spaßfaktor im Vordergrund stehen. Heute umfasst der Begriff Sport (in einer erweiterten Bedeutung) weithin alle Bereiche der Bewegungskultur, aber seit der Etablierung des Konzepts Sports im ausgehenden 19. Jahrhundert hat auch insgesamt das Wettbewerbsprinzip in der Bewegungskultur an Bedeutung gewonnen.
Bei einem Sportwettkampf treten mehrere Teilnehmer (bei Sportlern ihre Leistungen) gegeneinander an und messen sich miteinander, wobei ein Ergebnis ermittelt wird. Dies kann im direkten Vergleich oder aber bei einer größeren Menge von Teilnehmern durch einen Ausscheidungsmodus in Vorrunden geschehen. Der Sieger geht dann im Finale aus den Besten der Vorrunden hervor (siehe Turnierform).

### Das Prinzip 'Sieg oder Niederlage'
Während bis in die 1968er Jahre dem Wettkampfsport eine erzieherische Bedeutung zugeschrieben wurde, der Sportwissenschaftskongress von 1961 in Göttingen z. B. unter dem Leitbegriff Wetteifer positiv thematisiert wurde, hat sich dies in der Folge verändert. Nach Klaus Cachay geht es im Wettkampfsport (immer) um das Prinzip Sieg oder Niederlage. Bereits der Zweite ist ein Verlierer. Er lehnt daher den Wettkampfsport aus pädagogischen Gründen ab, da auf diese Weise im Sport die Mehrheit der Sportler negative Erfahrungen mache. Dem widersprach Arnd Krüger, indem er auf die vielfältigen Möglichkeiten verwies, wie man Training und Wettkampf so gestalten könne, dass sie für jeden eine pädagogisch positive Wirkung im Sinne Herman Nohls entfalten könnten.

### Pädagogik des Wettkampfes
In seiner Göttinger Dissertation hat Kyong-Won Kim zwischen drei Arten von pädagogischer Verstärkung durch Lob bzw. Tadel unterschieden.
- (1) Lob für Sieg, Tadel für Niederlage.
- (2) Lob für Anstrengung, Tadel für zu wenig Anstrengung.
- (3) Mastery, Lob, für Entwicklungsfortschritt, Tadel für Stillstand.

Die ersten beiden Varianten seien der sicherste Weg einen Drop-Out zu bekommen. Wenn der Leistungsvorsprung durch Akzeleration (Biologie) aufgezehrt sei, würden so die Sieger von heute die Verlierer von morgen, die dann auf eine solche Entwicklung nicht vorbereitet seien. Das Loben von Anstrengung sei ebenfalls wenig hilfreich, da es ja nicht auf die Anstrengung ankäme, sondern auf Leistungsfortschritt, der durchaus auch leicht fallen könne. Der Vergleich mit sich selbst, Mastery, sei langfristig das Entscheidende. So habe z. B. Steffi Graf auch nach ihren größten Siegen sich nicht über ihre Konkurrentinnen gestellt (Sieg/Niederlage), sondern immer darauf verwiesen, dass sie heute ihr „bestes Tennis“ gespielt habe (mastery).

## Tierwettkämpfe
Wettkämpfe existieren auch mit Tieren als Teilnehmer. Hier geht es oft um die Schnelligkeit oder Kampfkraft. So gibt es beispielsweise Hunderennen, Pferderennen, Brieftauben-Wettflüge und Hahnenkämpfe.
Das Rennen reiterloser Pferde ist heute nicht mehr üblich und wurde früher vor dem 18. Jahrhundert auch Korso genannt.